# Andalgalá

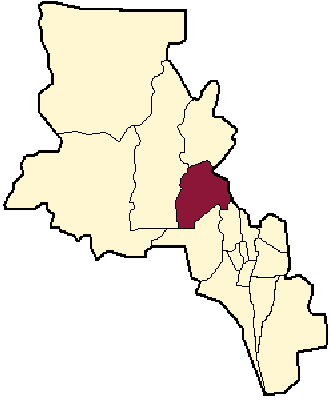
Situation du département et de la ville d'Andalgalá, dans la province de Catamarca

Andalgalá est une ville du centre-nord de la province argentine de Catamarca, chef-lieu du département d'Andalgalá. Elle se trouve à 250 km au nord-ouest de la capitale provinciale, San Fernando del Valle de Catamarca.
Son nom, en Quechua signifie, soit « Seigneur du lièvre », soit « Seigneur de la haute montagne ».

## Situation
La ville constitue en fait une oasis irriguée par le río Andalgalá, au pied des contreforts 
méridionaux de la Sierra de Aconquija, couverts de selve subtropicale et dominés par le superbe sommet Nevado del Candado, et au nord du Campo de Belén, un espace désertique qui contient le Salar de Pipanaco.

## Accès
- Depuis la capitale provinciale, on y accède par la route nationale 38 (que l'on emprunte en direction du sud), puis la route nationale 60 et la route provinciale 46 (totalement asphaltée - 250 km).
- Un trajet plus court mais de moins bonne qualité : 228 km par les RN38, RP9, RP1 et RP48 (132 km asphaltés et 96 km consolidés).

## Histoire
Le territoire fut habité jadis par des tribus diaguitas (dont les calchaquís), très belliqueuses, qui retardèrent le peuplement hispanique. Celui-ci après deux tentatives avortées, se concrétisa le 12 juillet 1658 avec la fondation du fuerte de San Pedro de Mercado (fort de San Pedro de Mercado), durant la 2e guerre calchaquie. À la fin du XVIIIe siècle, ses campagnes étaient déjà réparties. La localité acquit le statut de ville en 1952.

## Population
La population est en croissance. Elle se montait à 11 411 habitants (2001) dans la ville proprement dite (3e ville de la province), et 14 068 pour tout le municipe.

## Économie
Les principales productions sont les olives, les pêches, le noyer, la vigne, le cognassier (coings), le coton, les pommes de terre, les épices (cumin, anis); le bétail ovin et caprin. Le río Andalgalá, qui passe près de la ville est équipé d'une centrale hydroélectrique. À 40 kilomètres au nord-ouest de la ville se situe la mine d'Alumbrera.

## Tourisme
Attractions touristiques : 
- La plaza central d'Andalgalá ;
- L'église néo-gothique ;
- Le Museo Arqueológico Provincial ou Musée archéologique provincial ;
- La Casa Cisneros ;
- Le Museo Privado Malli (Musée privé Malli) ;
- Les bains de La Aguada avec camping auto ;
- Le Majorat de Huasán (à 4 km au nord par route provinciale RP47) ;
- La Fiesta del Fuerte de Andalgalá ou Fête du fort d'Andalgalá (en janvier) ;
- Excursions en montagne (Sierra de Aconquija) ou en forêt.